# New Dubby Conquerors
New Dubby Conquerors ist das erste Studioalbum der Berliner Reggae/Dancehall-Gruppe Seeed. Es wurde am 21. Mai 2001 veröffentlicht. Der Albumname leitet sich vom Lied Duppy Conqueror von Bob Marley ab.
Im Vergleich zu Seeeds späteren Alben, wo vor allem Eigenkompositionen in verschiedensten Stilrichtungen eingespielt wurden, ist New Dubby Conquerors ein überwiegendes Reggae-Album mit zahlreichen Samples und Riddims anderer Genrekünstler. Entlehnte Riddims finden sich in den Liedern The Tide Is High (im Original von The Paragons), We Seeed (Police & Thieves von Junior Murvin), Top of the City (Sun Is Shining von Bob Marley) sowie im Hidden Track Miss Understanding (Armagideon Time von Willie Williams auf dem bekannten Real Rock Riddim). Das Intro in Sensimilla ist aus dem Lied Bubbles des Funkgitarristen Wah Wah Watson; weitere Samples finden sich bei Riddim No. 1 (u. a. James Brown, Mos Def und der Gitarrenriff aus Bob Marleys Could You Be Loved?). Lediglich die Singleveröffentlichungen Dancehall Caballeros und Dickes B machen eine Ausnahme, beides sind Dancehall-Songs. Auf dem Album finden sich relativ gleichmäßig verteilt deutsch- und englischsprachige Texte, außer den beiden Singles verfügen zudem noch Riddim No. 1, Psychedelic Kingdom, Sensimilla, Tide Is High und der Titelsong über deutschsprachige Parts. Dafür ist meist Baigorry zuständig, jedoch hat auch Dellé einen deutschen Vers in Psychedelic Kingdom sowie Gastmusiker Dennis Lisk alias Denyo der Formation Absolute Beginner auf Sensimilla. Baigorry ist in allen Songs zu hören, Dellé in allen mit Ausnahme von Riddim No. 1 und Sensimilla (in Dickes B und New Dubby Conquerors singt er zumindest den Refrain gemeinsam mit Baigorry, in We Seeed singen er und Baigorry den Text großteils synchron), Nabé hingegen ist lediglich auf Dancehall Caballeros, Walk Upright, Psychedelic Kingdom, Sensimilla, Top of the City, Fire The Hidden und Miss Understanding zu hören.
Als erfolgreichster Titel gilt der Dancehall-Song Dickes B in Zusammenarbeit mit dem jamaikanischen Dancehall-Deejay Black Kappa, das als Hommage an Seeeds Heimatstadt Berlin den Status einer Art „Hymne“ erlangt hat und bis heute eines der bekanntesten Lieder Seeeds ist. Dickes B erschien bereits im April 2001 zusammen mit den Liedern I Am Waiting und We Seeed als erste Singleauskopplung und erreichte die Charts in Deutschland, Österreich und der Schweiz. Die zweite Singleauskopplung Dancehall Caballeros erschien Ende August 2001.
Zum 15-jährigen Jubiläum wurde das Album in die Ruhmeshalle des Bayerischen Rundfunks aufgenommen – einer Zusammenstellung der einflussreichsten Alben aller Zeiten.

## Titelliste
| #   | Titel                             | Länge |
| --- | --------------------------------- | ----- |
| 1.  | Dancehall Caballeros              | 3:15  |
| 2.  | Riddim No. 1                      | 3:53  |
| 3.  | Papa Noah                         | 4:03  |
| 4.  | Walk Upright                      | 3:32  |
| 5.  | Dickes B (feat. Black Kappa)      | 4:45  |
| 6.  | Psychedelic Kingdom               | 4:13  |
| 7.  | Sensimilla (feat. Denyo)          | 6:06  |
| 8.  | We Seeed                          | 5:07  |
| 9.  | Tide Is High                      | 4:26  |
| 10. | Top of the City                   | 4:11  |
| 11. | Fire the Hidden                   | 4:19  |
| 12. | New Dubby Conquerors              | 3:17  |
| 13. | Miss Understanding (Hidden Track) | 4:05  |